# Pyrrhias von Ätolien
Pyrrhias von Ätolien (altgriechisch Πυρρίας) war ein ätolischer
General.
Er wurde von seinen Landsleuten während des Bundesgenossenkrieges (220–217 v. Chr.) nach Elis gesandt, um dort das Kommando zu übernehmen. Hier zog er aus dem Vorteil der Abwesenheit Philipps V. von Makedonien und der Unfähigkeit des achaiischen Strategos Eperatos die Möglichkeit, häufige Überfälle auf das achaiische Territorium zu begehen. Nachdem er sich eine befestigte Stellung am Berg Panachaikon eingerichtet hatte, verwüstete er das Land bis Rhion und Aigion.
Im nächsten Jahr (217 v. Chr.) plante Pyrrhias mit Lykurg, König von Sparta, eine Invasion Messeniens. Er scheiterte allerdings bei der Ausführung seines Plans, da er bereits bei Kyparissia geschlagen wurde, bevor er seine Truppen mit denen des Lykurg vereinen konnte. Nach seiner Rückkehr nach Elis wurde er von den Ätolern zurückbeordert, da die Eleer mit seinem Verhalten unzufrieden waren. Er wurde durch Euripidas ersetzt.
209 v. Chr. erhielt Pyrrhias das Amt des Strategos der Ätoler, und im gleichen Jahr wurde dieses Amt auch als Ehrentitel an Attalos I., König von Pergamon, verliehen. Im Frühjahr dieses Jahres rückte Pyrrhias mit einem Heer nach Lamia vor, um den Durchbruch Philipps V. von Makedonien auf die Peloponnes zu verhindern. Trotz militärischer Unterstützung sowohl durch Attalos als auch den römischen Prätor Publius Sulpicius Galba Maximus wurde er von Philipp in zwei aufeinander folgenden Schlachten besiegt. Daraufhin musste er sich innerhalb der Mauern Lamias verschanzen. 200 v. Chr. leitete er eine ätolische Gesandtschaft, die sich in Herakleia mit Attalos und dem römischen Legaten Lucius Apustius zu Beratungen gegen Philipp V. traf.